# Міранда Фрікер
Міранда Фрікер (англ. Miranda Fricker; нар. 12 березня 1966) — англомовна вчена, філософ, заслужений професор філософії в Graduate Center Міського університету Нью-Йорка. Фрікер запропонувала поняття епістемічної несправедливості про  неналежний рівень довіри до слів людини. Цю концепцію Фрікер описала в 2007 році в праці «Епістемічна несправедливість» («Epistemic Injustice»).

## Освіта та карʼєра
Здобула звання Доктора філософії в Оксфордському університеті. Викладала в Birkbeck College в Лондоні та Шефілдському університеті (Англія) перед тим, як перейшла до Graduate Center в 2016. Залишається Почесним професором філософії в Шефілдському університеті.
Обрана членом Британської академії у 2016 році та членом Американської академії мистецтв і наук у 2020 році.

## Основні ідеї

### Епістемічна несправедливість
Фрікер ввела термін «епістемічна несправедливість» на позначення тих форм несправедливості, які раніше рідко сприймалися всерйоз – несправедливість, яка виникає, коли становище дієвця як знавця не отримує жодного визнання через соціальний статус. Фрікер звернула увагу на явища «свідкової несправедливості» (testimonial injustice): коли ваші свідчення не вважаються достовірними, тому що дієвець належить до групи, до якої ставляться з упередженням (наприклад, через стать, сексуальну або етнічну приналежність тощо); і «герменевтичної несправедливості» (hermeneutical injustice): коли дієвець не має інтерпретаційних ресурсів для осмислення аспектів свого власного досвіду через домінуючі припущення та значення.

## Вибрані праці

### Книжки
- The Epistemic Life of Groups: Essays in the Epistemology of Collectives, eds. Brady & Fricker (Oxford University Press, 2016)
- Epistemic Injustice: Power and the Ethics of Knowing (Oxford University Press, 2007)
- The Cambridge Companion to Feminism in Philosophy, co-edited with Jennifer Hornsby (Cambridge University Press, 2000)

### Наукові статті
- ‘Institutional Vices: The Case of Inferential Inertia', In Ian J. Kidd, Heather Battaly, Quassim Cassam (eds.), Epistemic Vice (2021, Routledge)
- ‘Bernard Williams as a Philosopher of Ethical Freedom’, Canadian Journal of Philosophy 50 (8): 919-933 (2020); and forthcoming in András Szigeti and Matthew Talbert (eds.), Morality and Agency: Themes from Bernard Williams (OUP).
- ‘Forgiveness: An Ordered Pluralism’, Australasian Philosophical Review 3/3 (2019) (‘target article’ with commentaries by Lucy Allais, Glen Pettigrove, Luke Russell)
- ‘Ambivalence About Forgiveness’, Royal Institute of Philosophy Supplement Vol. 84 (Nov. 2018)
- ‘Evolving Concepts of Epistemic Injustice’, Routledge Handbook of Epistemic Injustice, eds. Ian James Kidd, José Medina, & Gaile Pohlhaus Jr. (2017)
- ‘Epistemic Injustice, Ignorance, and Trans Experiences’, co-authored with Katharine Jenkins, Routledge Companion to Feminist Philosophy, eds. Garry, Khader, & Stone (2017)
- ‘Epistemic Injustice and the Preservation of Ignorance’, The Epistemic Dimensions of Ignorance eds. M. Blaauw & R. Peels (Cambridge University Press, 2016)
- ‘Fault and No-fault Responsibility for Implicit Prejudice—A Space for Epistemic Agent-regret', in Brady & Fricker (eds.), The Epistemic Life of Groups: Essays in the Epistemology of Collectives (Oxford University Press, 2016)
- ‘Epistemic Contribution as a Central Human Capability’, in The Equal Society: Essays on Equality in Theory and Practice ed. George Hull (Lexington Books 2015)
- ‘What’s the Point of Blame? A Paradigm Based Explanation’, Noûs 50 (1) -183; (2014)
- ‘Styles of Moral Relativism – A Critical Family Tree’, Oxford Handbook of the History of Ethics, ed. Roger Crisp (OUP, 2013)
- ‘Epistemic Justice as a Condition of Political Freedom’, Synthese Vol. 190, Issue 7 (2013) pp. 1317-1332
- ‘Group Testimony? The Making of A Collective Good Informant’, Philosophy and Phenomenological Research (84) 2 (2012); 249-276
- ‘Silence and Institutional Prejudice’, Out From the Shadows: Analytical Feminist Contributions to Traditional Philosophy, eds. Sharon Crasnow and Anita Superson (OUP, 2012) re-printed, translated into German, in Philosophie und die Potenziale der Gender Studies: Peripherie und Zentrum im Feld der Theorie eds. Kley, Landweer, Newmark, and Miller (Bielefeld: Transcript, 2012)
- ‘The Relativism of Blame and Williams’s Relativism of Distance’, Proceedings of the Aristotelian Society Supp. Vol. LXXXIV (2010), 151-77
- ‘Can There Be Institutional Virtues?’, Oxford Studies in Epistemology (Special Theme: Social Epistemology) Vol. 3 (2010) eds. T. S. Gendler & J. Hawthorne; 235-252
- ‘The Value of Knowledge and The Test of Time’, Epistemology, Royal Institute of Philosophy Supplement 64, Vol. 84 (2009); 1-18; reprinted and translated into Spanish in Margarita Valdés and Miguel Àngel Fernàndez (eds.), Valores Epistémicos (Universidad Nacional Autónoma de México, 2010)
- ‘Scepticism and The Genealogy of Knowledge: Situating Epistemology in Time’, Philosophical Papers, Vol. 37, No. 1 (March 2008); re-printed in Haddock, Millar & Pritchard (eds.) Social Epistemology (OUP, 2010)
- ‘Powerlessness and Social Interpretation’, Episteme: A Journal of Social Epistemology Vol. 3 Issue 1-2 (2006); 96-108
- ‘Epistemic Injustice and A Role for Virtue in the Politics of Knowing’, Metaphilosophy Vol. 34 Nos. 1/2 Jan 2003; reprinted in M. Brady and D. Pritchard eds.  Moral and Epistemic Virtues  (Blackwell, 2003)
- ‘Life-Story in Beauvoir’s Memoirs’, The Cambridge Companion to Simone de Beauvoir ed. Claudia Card (CUP, 2003)
- ‘Confidence and Irony’, Morality, Reflection, and Ideology ed. Edward Harcourt (OUP, 2000)
- ‘Pluralism Without Postmodernism’, The Cambridge Companion to Feminism in Philosophy eds. M. Fricker and J. Hornsby (CUP, 2000); reprinted in Gender (four volume set, ‘Major Works’) ed. M. Evans (Routledge, 2010)
- ‘Epistemic Oppression and Epistemic Privilege’, Canadian Journal of Philosophy Supplementary Volume 25, Civilization and Oppression, ed. Catherine Wilson, 1999
- ‘Rational Authority and Social Power—Towards a Truly Social Epistemology’, Proceedings of the Aristotelian Society, Vol. XCVIII Pt.2, 1998; reprinted in Alvin Goldman & Dennis Whitcomb eds. Social Epistemology: An Anthology (OUP, 2010)
- ‘Intuition and Reason’, The Philosophical Quarterly Vol.45 No.179, April 1995